# Progordius maculosus
Progordius maculosus är en tagelmaskart som beskrevs av Kirjanova 1950. Progordius maculosus ingår i släktet Progordius och familjen Chordodidae. Inga underarter finns listade i Catalogue of Life.